# Xumílovka
Xumílovka (en rus: Шумиловка) és un poble (un possiólok) de la República de Mordòvia, a Rússia, segons el cens del 2010 tenia 7 habitants, pertany al municipi de Babéievo. Es troba a 15 km al sud-oest de Témnikov, la capital del districte.